# ثقافة النرويج

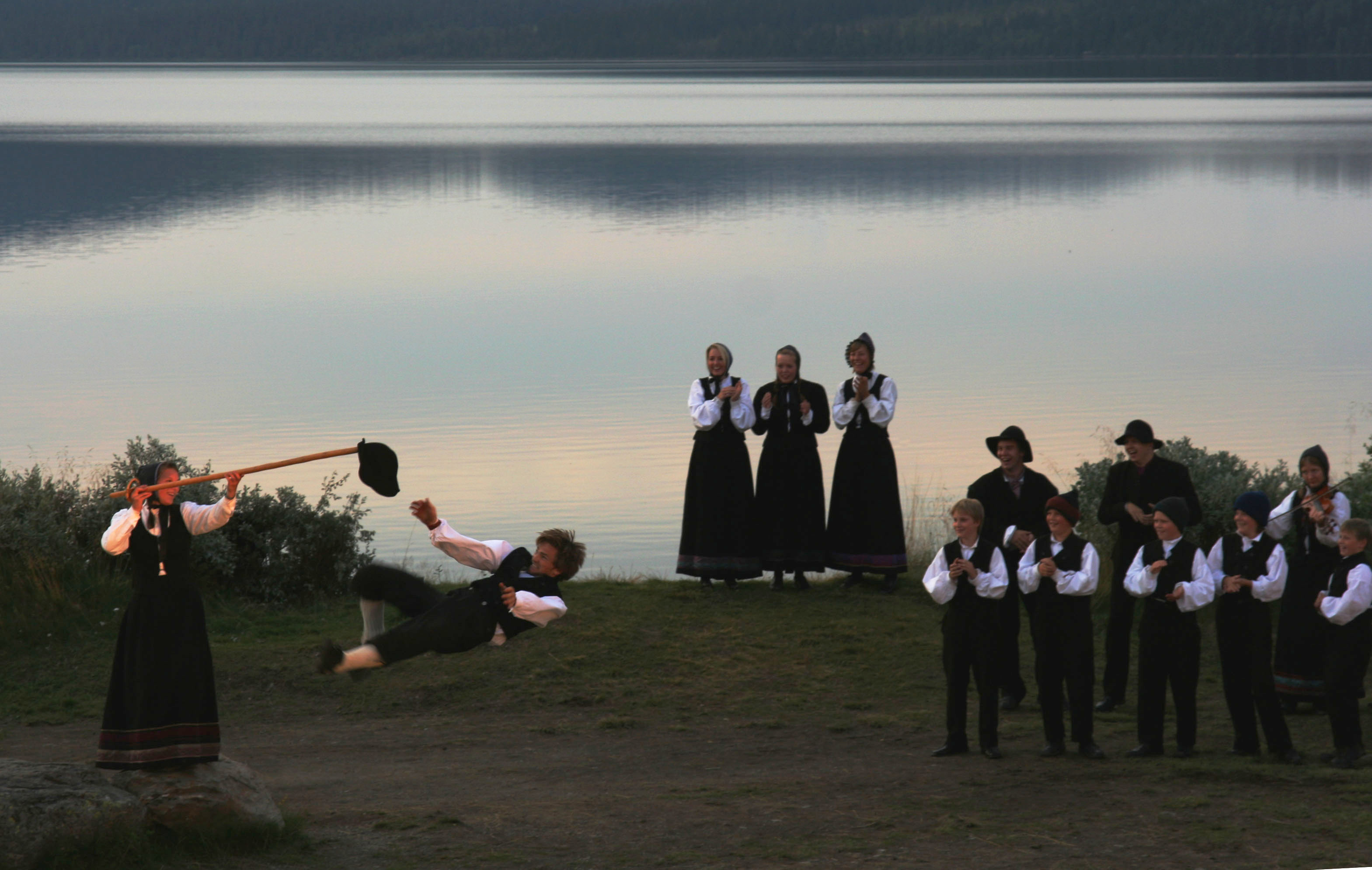

ترتبط ثقافة النرويج ارتباطًا وثيقًا بتاريخ البلاد وجغرافيتها. ثقافة المزارع النرويجية الفريدة، التي استمرت حتى يومنا هذا، لم تنتج فقط عن شح الموارد والمناخ القاسي بل نتجت أيضًا من القوانين الملكية القديمة. ظهرت في القرن التاسع عشر حركة قومية رومانسية قوية، والتي ما تزال مرئية في اللغة النرويجية ووسائل الإعلام. في القرن التاسع عشر ازدهرت الثقافة النرويجية مع استمرار الجهود لتحقيق هوية مستقلة في مجالات الأدب والفن والموسيقى. يستمر هذا اليوم في الفنون المسرحية نتيجة الدعم الحكومي للمعارض والمشاريع الثقافية والأعمال الفنية.

## المأكولات
تُظهر تقاليد الطعام في النرويج تأثير الزراعة البحرية وزراعة الأرض، وتقاليد السلمون والسمك المملح والسلمون المرقط وسمك القد وغيرها من المأكولات البحرية، بالتوازي مع الجبن ومنتجات الألبان والخبز. ليفسه هو خبز مسطح نرويجي شائع يُخبز من القمح أو البطاطا ويؤكل في عيد الميلاد. من الأطباق النرويجية الشهيرة راكفيسك وسمالاهوف وبينيجوت وكروتيكاكة وراسبيبول.

## الفنون الجميلة

### الأدب
حصل العديد من المؤلفين النرويجيين على جائزة نوبل في الأدب، وهم بيورنستيارنه بيورنسون في عام 1903، وكنوت همسون في عام 1920، وسيغريد أوندست في عام 1928 لعملها كريستين لافرانداتر. على الرغم من عدم حصول هنريك إبسن على جائزة نوبل عن مسرحياته، إلا أنها مُنحت له بعد نشره لمسرحيته الأخيرة في عام 1899، ويُعد هذا الكاتب المسرحي على الأرجح الشخصية الأكثر شهرة في الأدب النرويجي. كتب إبسن مسرحيات مثل بير جينت، وبيت الدمية، وهيدا جابلر، والسيدة من البحر، ومن بين الكتاب النرويجيين المشهورين الآخرين من الحقبة الواقعية جوناس لاي، وألكسندر كيلاند، الذي اعتُبر مع بيورنستيارنه بيورنسون وهنريك إبسن «العظماء الأربعة» في الأدب النرويجي.
إلى جانب الأهمية الثقافية للأدب النرويجي، يوجد أيضًا الأدب الإسكندنافي وبالأخص أعمال سنوري سترلسون، بالإضافة إلى الحكايات الشعبية التي جمعها بيتر أسبيورنسن، ويورغن مو في القرن التاسع عشر.
حقق الأدب النرويجي شهرة دولية في التسعينيات من خلال رواية جوستاين غاردر عالم صوفي والتي تُرجمت إلى 40 لغة. من بين الكتاب الجديرين بالذكر الآخرين الذين يتمتعون بمكانة دولية، إريك فوسنيس هانسن (ترنيمة في نهاية الرحلة)، وكارل أوفه كناوسغارد (كفاحي)، وأوسنه سايشتاد الذي كان عملها المثير للجدل، بائع الكتب في كابول، ناجحًا بشكل خاص في عام 2003.

## التقاليد الوطنية

### الاحتفالات والأعياد
يحتفل النرويجيون بعيدهم الوطني في 17 مايو، المخصص لدستور النرويج. يرتدي العديد من الأشخاص زي بوناد (من الأزياء التقليدية النسائية) ويشاركون أو يشاهدون موكب يوم الدستور النرويجي، والذي يتكون في الغالب من الأطفال، عبر المدن والبلدات. كان الكاتب الرومانسي القومي هنريك ويرجلاند مؤسس موكب 17 مايو. يُحتفل أيضًا بيوم جونساك (مرور القديس يوحنا)، أو سانت هانز (عيد القديس يوحنا)، في يونيو. ويُحتفل أيضًا بالعطلات المسيحية الشائعة، وأهمها عيد الميلاد وعيد الفصح.